# Guðný Jenny Ásmundsdóttir
Guðný Jenny Ásmundsdóttir (n. 28 februarie 1982, în Reykjavík) este o handbalistă islandeză care joacă pentru clubul Valur Reykjavík și pentru echipa națională a Islandei pe postul de portar. Ásmundsdóttir a participat la Campionatul Mondial de Handbal Feminin din 2011, desfășurat în Brazilia și la Campionatul European de Handbal Feminin din 2012, desfășurat în Serbia.